# Frederick Stock
Frederick Stock, właśc. Friedrich August Stock (ur. 11 listopada 1872 w Jülich, zm. 20 października 1942 w Chicago) – amerykański dyrygent i kompozytor pochodzenia niemieckiego.

## Życiorys
W latach 1886–1887 studiował w konserwatorium w Kolonii, grę na skrzypcach u  G. Japhy, kompozycję i teorię muzyki pod kierunkiem Engelberta Humperdincka oraz dyrygenturę u Franza Wüllnera. W latach 1891–1895 był skrzypkiem orkiestry symfonicznej w Kolonii, gdzie grał pod kierunkiem takich dyrygentów, jak Johannes Brahms, Piotr Czajkowski i Richard Strauss.
W 1895 został altowiolistą w chicagowskiej orkiestrze założonej i prowadzonej przez Theodore’a Thomasa, a w 1899 jego asystentem. Od 1903 prowadził wszystkie koncerty orkiestry chicagowskiej, odbywające się poza Chicago. Po śmieri Thomasa w 1905 został dyrygentem i dyrektorem muzycznym tej orkiestry, przemianowanej w 1912 na Chicagowską Orkiestrę Symfoniczną. Funkcję tę pełnił do śmierci w 1942.
Był otwarty na nowe trendy w muzyce. Szybko wprowadzał kompozycje Debussy’ego, Ravela, Mahlera, Skriabina i Schönberga, a w latach 20. intensywnie promował twórczość Hindemitha oraz Prokofjewa (z którym, jako solistą, dał prawykonanie jego III Koncertu fortepianowego). Na zamówienie Stocka powstały m.in. Sinfonia in C Strawinskiego, I Symfonia Dariusa Milhauda i Koncert na orkiestrę Kodálya.
Dyrygował także wiodącymi orkiestrami amerykańskimi, m.in. Filharmonia Nowojorska, Orkiestra Filadelfijska oraz orkiestrami z Waszyngtonu, Cincinnati, Los Angeles, Milwaukee i Indianapolis.
Skomponował m.in. 2 symfonie, Koncert skrzypcowy, utwory kameralne i pieśni.
Zmarł na atak serca, w wieku 69 lat. Posiada swoją gwiazdę na Hollywoodzkiej Alei Gwiazd.